# Turnverein 1893 Neuhausen
TV 1893 Neuhausen é uma equipe de handebol de Neuhausen , Alemanha e está competindo no Segunda Divisão Alemã de Handebol . 

## Elenco 2013/2014
Lista atualizada em 2013. 
| Nr. | Nome               | Nacionalidade |
| --- | ------------------ | ------------- |
| 1   | Kai Augustin       | Alemanha      |
| 12  | Jan Redwitz        | Alemanha      |
| 16  | Magnus Becker      | Alemanha      |
| 2   | Markus Hansen      | Alemanha      |
| 3   | Nico Theilinger    | Alemanha      |
| 4   | Alexander Becker   | Alemanha      |
| 5   | Klaus Schuldt      | Alemanha      |
| 6   | Philipp Keinath    | Alemanha      |
| 8   | Daniel Reusch      | Alemanha      |
| 14  | Felix Klingler     | Alemanha      |
| 15  | Tim Keupp          | Alemanha      |
| 17  | Ferdinand Michalik | Alemanha      |
| 20  | Nico Büdel         | Alemanha      |
| 22  | Florian Möck       | Alemanha      |
| 30  | Sascha Ilitsch     | Alemanha      |
| 32  | Cornelius Maas     | Alemanha      |
| 33  | Jan-Marco Behr     | Alemanha      |
| 77  | Ralf Bader         | Alemanha      |